# دعای محبت
دعای محبت به مجموعه‌ای از اذکار و نیایش‌ها گفته می‌شود که هدف اصلی آن افزایش محبت، دوستی وهمدلی بین افراد است. این دعاها معمولاً به صورت کلمات یا عبارات معنوی خوانده می‌شوند تا محبت الهی و انسانی را افزایش دهند.

## تاریخچه
در متون دینی اسلام دعاهای متعددی برای جذب محبت خداوند و ایجاد محبت بین انسان‌ها ذکر شده است. این دعاها در فرهنگ‌ها و ادیان ابراهیمی دیگر همچون مسیحیت و یهودیت نیز سابقه دارند. عرفان اسلامی به‌ویژه تأکید فراوانی بر محبت الهی و نقش دعا در تحقق آن دارد.

## کاربردها
- افزایش محبت و صمیمیت در روابط خانوادگی و دوستانه.[۵]
- ایجاد آرامش و صلح در زندگی فردی و اجتماعی.[۶]
- کاهش کدورت‌ها و رفع اختلافات بین افراد.[۷]
- تقویت ایمان و ارتباط معنوی با خداوند.[۸]

## نمونه‌هایی از دعاهای محبت
1. جوشن کبیر: دعا شامل ۱۰۰ فراز است که خواستار رحمت و محبت الهی می‌باشد.[۹]
2. دعای فرج امام زمان : دعایی است که به امید گشایش و محبت جهانی خوانده می‌شود.[۱۰]
3. دعای «اللّهُمَّ اجْعَلْنا مِنَ المَحْبُوبینَ»: دعایی کوتاه و رایج برای جلب محبت.[۱۱]
4. دعای حضرت یونس: دعا در قرآن کریم که به درخواست رحمت و محبت الهی ختم می‌شود.[۱۲]
5. زیارت عاشورا: بخشی از زیارات که بر محبت اهل بیت (ع) و اهمیت ارزش‌های اخلاقی تأکید دارد.[۱۳]

## پژوهش‌های جدید
مطالعات معاصر نشان داده‌اند که دعاهای فردی و جمعی می‌توانند به افزایش همدلی، کاهش تنش‌های اجتماعی، و تقویت پیوندهای انسانی کمک کنند.

## پرهیز از خرافات
در فرهنگ اسلامی، تأکید بر صداقت نیت و اخلاص در دعا است و هرگونه استفاده از دعا به منظور جلب محبت به شکل نادرست یا آسیب رساندن به دیگران مردود و خلاف اخلاق دینی شناخته می‌شود. علاوه بر این، باور به تأثیر دعا نباید به خرافات یا باورهای غیرعلمی و غیرمعقول بینجامد، چرا که اسلام همواره بر عقل و تعقل تأکید دارد. دعا به تنهایی کافی نیست و باید همراه با عمل صالح، رفتار نیکو و اصلاح درونی باشد تا اثرگذاری واقعی داشته باشد.

## نکات مهم
- اخلاص و صداقت در نیت دعا از اهمیت بالایی برخوردار است.[۲۰]
- همراهی دعا با عمل صالح باعث افزایش اثرگذاری آن می‌شود.[۲۱]
- دعا نباید به عنوان ابزاری برای زیان رساندن به دیگران یا جلب محبت به شیوه‌های غیر اخلاقی استفاده شود.[۲۲]